# Antonius de Tosabeciis
Antonius de Tosabeciis, auch Antonio de Tosabeciis (Tosabenis), auch Antonius Thosabetis, (* unbekannt; † 1. Oktober 1456) war ernannter Bischof von Chur.

## Leben
Antonius de Tosabeciis aus Pavia wurde von dem Borgia-Papst Kalixt III. zum Bischof von Chur ernannt. Am 14. Juni 1456 zahlte er die Gebühren an die päpstliche Kammer.

„Friedrich III. befiehlt Bürgermeister, Schultheissen, Ammännern und Räten der Stadt Zürich sowie von Schwyz, Glarus und Uri, Leonhard, den gewählten Bischof von Chur, den er mit den Regalien belehnt hat, gegen den Archidiakon von Trient, Antonius Thosabetis, zu schützen und zu schirmen und letzterem keinen Beistand zu leisten, ‚desgleichen wir unserm heiligen vater, dem babst, durch unser botschafft auch ze wissen tun. An mittichen nach sannd Bertlmees tag‘.“

Tosabeciis starb jedoch überraschend am 1. Oktober 1456. Leonhard Wismair, 1453 gewählter Bischof von Chur, starb am 20. Mai 1458 und blieb als Elekt bis zu seinem Tode im Amt.